# 李赫 (藝人)
李赫（1978年8月26日—），本名李在鎔 (이재용），韓國搖滾男歌手、作曲家、主持人。曾組成韓國二人組團體「努喇鳥，NORAZO」，2005至2016年為團體活動時期。2018至2020年雙人搖滾音樂組合 H.Y.U.K.的主唱兼成員與此同時在YOUTUBE活動。

## 個人相關
李赫身高185公分，體重70公斤，身上有多處紋身。由於身上有多紋身，特別是兩雙手，在上電視節目時，會用膠帶遮住紋身。他的興趣是開車和運動。
由於他異國風情的長相和獨特的發音，有些人有時會誤以為他是外國人或混血兒，但他的親生父母都是韓國人。2009年4月，他在《黃金漁場 Radio Star》（황금어장 라디오스타）《黃金漁場 Radio Star》節目中透露，有人告訴他“如果你不會說英語，你就是在犯罪，當他去弘大或龍山時，路過的外國人會不斷和他說話，當他去梨泰院時，喝醉酒的外國人會湊上來對他說“嘿”，然後對他說些什麼，但他聽不懂。之後，當主持人尹鐘信問他“你的家鄉是哪裡？”時，他回答說是麻浦。
李赫的父親是一個音樂家。家裡各處都放置了揚聲器。但是當李赫4歲時，一個揚聲器掉落在李赫的頭上。事故中摔倒時，咬到了自己的舌頭，導致舌頭被切斷了一半以上，需要進行手術才能重新接上。因此，影響到他的發音，故口齒不清。
在江南區嘻哈音樂盛行的時候，李赫和朋友們曾一起出去玩，跳霹靂舞和玩音樂。

## 樂團經歷
- 前) 3人組 搖滾樂隊 Openhead 主唱 (2003~2004)
- 前) 6人組 地下樂團 JULY 主唱 (2004~2005)
- 前) 2人組 努喇鳥NORAZO主唱和吉它手 (2005年8月2日~2017年2月9日)
- 前) 2人組 李赫樂隊 (H.Y.U.K) 主唱 (2018年~2020年)
- 現在) 個人活動 (2021年~現在)

## 李赫專輯
1. 2003年12月5日 OpenHead《Project.01》
2. 2009年3月31日 單曲《Arche》(活动歌曲-男人활동곡 - 남자)
3. 2011年8月19日 單曲《She's gone》(重新製作)
4. 2017年10月14日 單曲《內心沒有的聲音마음에 없는 소리》
5. 2018年1月28日 單曲《It's Nothing》
6. 2018年2月24日 單曲《像风一样来到我身边바람처럼 내게 다가와》
7. 2018年4月14日 單曲《活著살겠다》

## 李赫樂團
1. 2016年8月16日 數位單曲《One Shot》
2. 2016年11月28日 迷你唱片1輯《Holy Young Ultra Kingdom》
3. 2017年4月18日 數位單曲《Just for u》
4. 2017年4月18日 迷你唱片2輯《第二張迷你專輯2nd Mini Album》

## 綜藝節目
| 年份 | 電視台     | 節目名稱                       | 備註                                       |
| 2009 | MBC        | 공감토크쇼 놀러와》            | 259集                                      |
| 2011 | KBS第2頻道 | 《不朽的名曲：傳說在歌唱》     | 8集, 16集, 17集, 31集                      |
| 2012 | KBS第2頻道 | 《不朽的名曲：傳說在歌唱》     | 32集                                       |
| 2012 | MBC        | 《공감토크쇼 놀러와》          | 389集                                      |
| 2015 | JTBC       | 《魔女狩獵 》                  | 魔女狩獵107集                              |
| 2017 | MBC        | 《神秘音樂秀：蒙面歌王》       | 願你只走在花路上95集, 96集                 |
| 2018 | MBC        | 《MBC 特輯》                   | 772集                                      |
| 2018 | KBS第2頻道 | 《不朽的名曲：傳說在歌唱》     | 354集                                      |
| 2018 | MBC        | 《神秘音樂秀：蒙面歌王》       | 我會像歌王一樣来到你身邊!鬼怪 177集, 178集 |
| 2021 | TV朝鮮     | 《愛的呼叫中心：高音之神特輯》 | 58集                                       |
| 2021 | MBN        | 《樂透歌手》                   | 24號                                       |

## 外部連結
- 李赫的 YouTube （页面存档备份，存于）